# Haploniscus
Haploniscus is een geslacht van pissebedden uit de familie Haploniscidae. De wetenschappelijke naam van dit geslacht is voor het eerst geldig gepubliceerd in 1908 door  Harriet Richardson.
Richardson duidde in haar publicatie Nannoniscus bicuspis Sars  als typesoort aan, die voorkomt in de Noordelijke IJszee en de noordoostelijke Atlantische Oceaan; ze beschreef zelf de nieuwe soorten Haploniscus excisus en Haploniscus retrospinis, die werden aangetroffen aan de oostkust van de Verenigde Staten. De vierde soort, Haploniscus antarcticus, werd in 1914 beschreven door Ernst Vanhöffen. Ze was ontdekt tijdens de Duitse Zuidpoolexpeditie van 1901-1903 in de Zuidelijke IJszee. Deze pissebedden komen dus van de noordelijke tot de zuidelijke poolzee voor.

## Soorten
Volgens het World Register of Marine Species behoren volgende soorten tot dit geslacht:
- Haploniscus acutirostris Menzies & George, 1972
- Haploniscus acutus Menzies, 1962
- Haploniscus aduncus Lincoln, 1985
- Haploniscus ampliatus Lincoln, 1985
- Haploniscus angolensis Brökeland, 2010
- Haploniscus angustus Lincoln, 1985
- Haploniscus antarcticus Vanhöffen, 1914
- Haploniscus belyaevi Birstein, 1963
- Haploniscus bicuspis (Sars G.O., 1877)
- Haploniscus bihastatus Brökeland, 2010
- Haploniscus borealis Lincoln, 1985
- Haploniscus bruuni Menzies & George, 1972
- Haploniscus capensis Menzies, 1962
- Haploniscus cassilatus Brökeland & Raupach, 2008
- Haploniscus charcoti Chardy, 1975
- Haploniscus cucullus Brökeland & Raupach, 2008
- Haploniscus curvirostris Vanhöffen, 1914
- Haploniscus excisus Richardson, 1908
- Haploniscus foresti Chardy, 1974
- Haploniscus furcatus Chardy, 1974
- Haploniscus gernekei Kensley, 1978
- Haploniscus gibbernasutus Birstein, 1971
- Haploniscus gnanamuthi George, 2004
- Haploniscus hamatus Lincoln, 1985
- Haploniscus harrietae George, 2004
- Haploniscus helgei Wolff, 1962
- Haploniscus hydroniscoides Birstein, 1963
- Haploniscus inermis Birstein, 1971
- Haploniscus ingolfi Wolff, 1962
- Haploniscus intermedius Birstein, 1971
- Haploniscus kensleyi George, 2004
- Haploniscus kermadecensis Wolff, 1962
- Haploniscus kyrbasia Brökeland & Raupach, 2008
- Haploniscus laticephalus Birstein, 1968
- Haploniscus machairis Brökeland, 2010
- Haploniscus menziesi Birstein, 1963
- Haploniscus miccus Lincoln, 1985
- Haploniscus microkorys Brökeland & Raupach, 2008
- Haploniscus minutus Menzies, 1962
- Haploniscus monoceros Brökeland, 2010
- Haploniscus monodi Chardy, 1974
- Haploniscus myriamae Chardy, 1974
- Haploniscus nondescriptus Menzies, 1962
- Haploniscus nudifrons Brökeland & Raupach, 2008
- Haploniscus obtusifrons Chardy, 1974
- Haploniscus oviformis Birstein, 1968
- Haploniscus percavix Menzies, 1962
- Haploniscus piestus Lincoln, 1985
- Haploniscus polaris Menzies, 1962
- Haploniscus procerus Brökeland & Raupach, 2008
- Haploniscus profundicolus Birstein, 1971
- Haploniscus pygmaeus Birstein, 1969
- Haploniscus retrospinis Richardson, 1908
- Haploniscus robinsoni Menzies & Tinker, 1960
- Haploniscus rostratus (Menzies, 1962)
- Haploniscus rugosus Menzies, 1962
- Haploniscus saphos Lincoln, 1985
- Haploniscus silus Lincoln, 1985
- Haploniscus similis Birstein, 1968
- Haploniscus spatulifrons Menzies, 1962
- Haploniscus spinifer Hansen, 1916
- Haploniscus tangaroae Lincoln, 1985
- Haploniscus telus Menzies, 1962
- Haploniscus tricornis Menzies, 1962
- Haploniscus tricornoides Menzies, 1962
- Haploniscus tridens Menzies, 1962
- Haploniscus tropicalis Menzies, 1962
- Haploniscus tuberculatus Menzies, 1962
- Haploniscus ultraabyssalis Birstein, 1963
- Haploniscus unicornis Menzies, 1956
- Haploniscus weddellensis Brökeland & Raupach, 2008